# Carmen Garrido Ortiz
Carmen Garrido Ortiz (Fernán Núñez, provincia de Córdoba, 21 de enero de 1978) es una escritora y poeta española.

## Biografía
Carmen Garrido nació en Fernán Núñez en 1978. Es licenciada en Periodismo por la Universidad de Sevilla, máster en Relaciones Internacionales y Comunicación por la Universidad Complutense de Madrid.
Esta joven cordobesa ha sido galardonada con el Premio Nacional Miguel Hernández 2011 por su poemario "Garum" (finalista también del Premio Tiflos 2011), publicado por la madrileña Editorial Devenir; con el Premio de Poesía Andalucía Joven 2008 por La hijastra de Job (Editorial Renacimiento); siendo declarada poeta 2011 de la Colección Alumbre de la Diputación de Cádiz con el libro "El Parteluz". Asimismo, ha ganado el primer premio del Concurso de Cuentos de Fuentetaja 2007 o el concurso de cuentos Luis Adaro 2007. 
Como periodista ha trabajado en Diario Córdoba, ABC Córdoba, Revista de Letras (La Vanguardia), Culturamas o Viaje a Ítaca, donde es redactora en la actualidad.
Mantiene el blog literario ladamadeverde finalista, según Revista de Letras (La Vanguardia), como mejor Blog de Creación Literaria Nacional 2009. 
Ha colaborado en numerosas antologías y en revistas como Prisma (Fundación Internacional Jorge Luis Borges) o La Manzana Poética, en cuyo número 37 aparece destacada como una de las 26 poetas jóvenes pertenecientes a la llamada "Generación 2001".
Es una estudiosa de la poesía rusa de Anna Ajmátova, de la novela anglosajona y del mundo árabe.
Ha vivido en Sevilla, París y Buenos Aires. En la actualidad[¿cuándo?], reside en Madrid.

## Principales publicaciones

### Poesía
- Garum, Editorial Devenir, 2011.
- El parteluz, Proyecto Alumbre, Diputación de Cádiz, 2011.
- La hijastra de Job, Editorial Renacimiento, 2008.

### Libros de relatos
- El cuento, por favor, 2007.
- Asentamientos, 2008.

### Colaboraciones
- Antología Recital Chilango Andaluz RCA 2009. Editorial Ultramarina Cartonera, 2010.
- Antología Poesía roja rosa para poetas naranjas. Asociación Cultural Clave 53, 2009.
- Antología Velamen. Ediciones AEN-Letra Clara, 2007.
- Antología El relato más corto del verano. Ediciones Personales, 2007.